# Boris Lwowitsch Körber

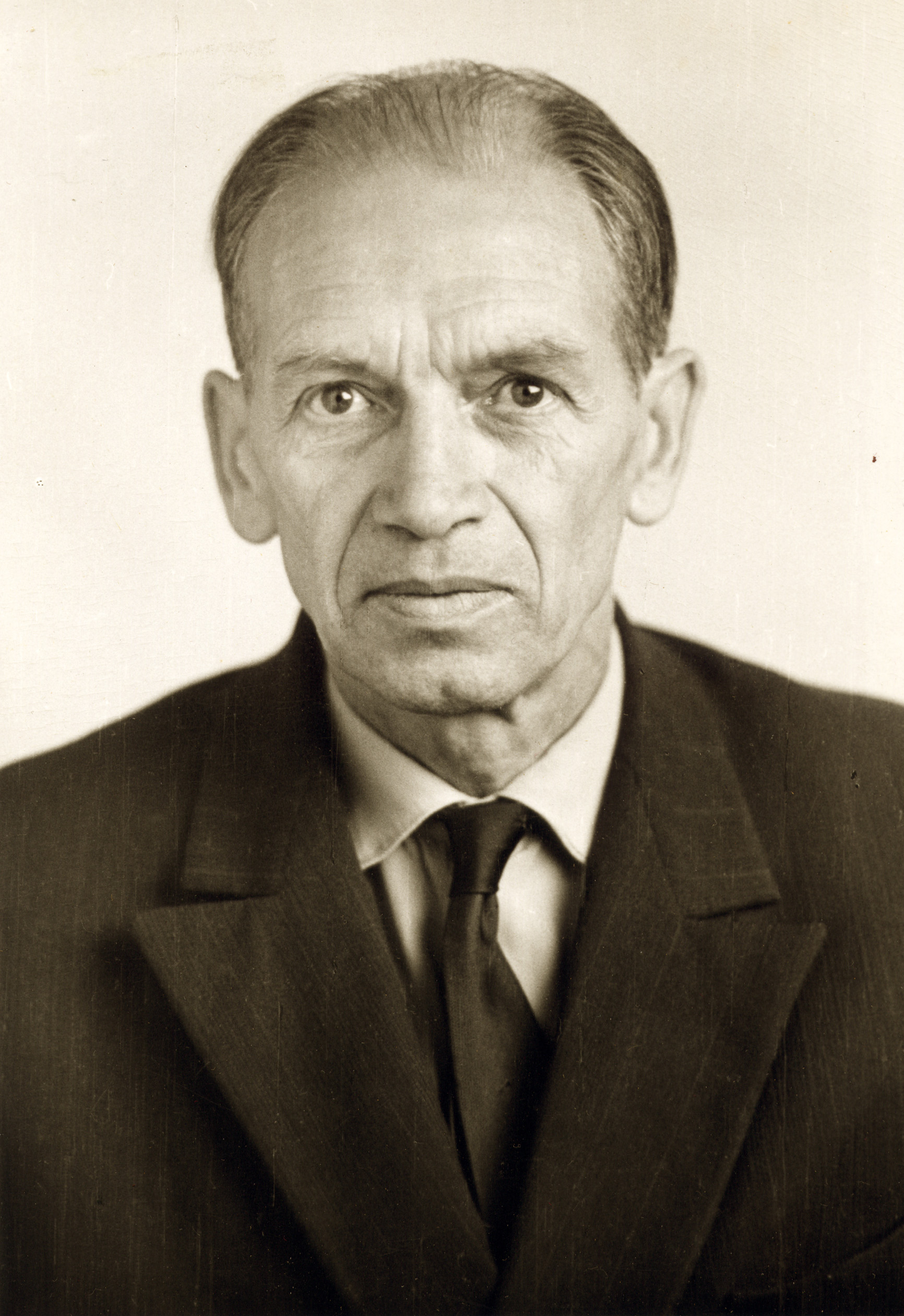
Boris Körber

Boris Lwowitsch (Ludwigowitsch) von Körber (russisch Борис Львович Кербер; * 14. Apriljul. / 27. April 1907greg. in St. Petersburg; † 28. November 1978 in Moskau) war ein sowjetischer Luftfahrtingenieur.

## Leben
Körber stammte aus einer deutsch-baltischen Familie. Körbers Vater Ludwig Körber war Vizeadmiral der Kaiserlich Russischen Marine. Der Großvater väterlicherseits Bernhard von Körber war Mediziner, während der Großvater mütterlicherseits Otto Theodor von Schultz Konteradmiral der Kaiserlich Russischen Marine war. Der Onkel Oskar Carl von Körber war Historiker. Da der Vater selten zu Hause war, half der älteste Bruder Wiktor seiner Mutter Olga Augustina Gottliebe geborene von Schultz (1866–1942) bei der Erziehung der jüngeren Brüder Leonid und Boris. 1917 trat Boris Körber in das Erste Kadettenkorps ein.
Als nach der Oktoberrevolution das Marine-Kadettenkorps im März 1918 aufgelöst wurde, vertrieben Matrosen die Mutter mit den jüngeren Söhnen Leonid und Boris aus ihrer Wohnung auf der Wassiljewski-Insel, so dass die Mutter mit den beiden Söhnen sich nach Luga begab, wo ihre Schwester und ihr Bruder Vizeadmiral Michail Fjodorowitsch von Schulz lebten. Boris Körbers ältester Bruder Wiktor war Marine-Flieger in Baku und verteidigte die Stadt gegen die anrückende türkische Armee. Der Vater war in London. Boris Körber ging in Luga zur Schule und erlebte die Schrecknisse des Russischen Bürgerkriegs. Im August 1919 wurde sein Onkel Michail von Schulz von Tschekisten verhaftet und kurz darauf erschossen. 1921 zog die Mutter mit ihren Söhnen Leonid, der zwischenzeitlich zur Roten Armee eingezogen war und am Polnisch-Sowjetischen Krieg teilgenommen hatte, und Boris nach Taganrog, wo ihr Ältester Wiktor das verstaatlichte Flugzeugwerk des Unternehmers Wladimir Alexandrowitsch Lebedew leitete. Boris Körber arbeitete neben dem Schulbesuch im Flugzeugwerk.
Als im Frühjahr 1922 Wiktor Körber eine Stelle bei der Moskauer Hauptverwaltung der Luftfahrtwerke Glawkoawia erhielt und Mitarbeiter Dmitri Pawlowitsch Grigorowitschs wurde, kam Boris Körber mit ihm nach Moskau und führte dort Zeichenarbeiten durch. Im Winter 1922/1923 kam er im Zentrallager auf dem Chodynkafeld-Flugplatz unter. Hier lernte er die verschiedensten Flugzeugausrüstungsteile kennen und las viel, um sich weiterzubilden. Im Frühjahr 1923 musste er aus Gesundheitsgründen die Arbeit aufgeben. Im Herbst 1923 bestand er als Externer die Prüfungen für den Eintritt in die 9. Mittelschulklasse. Daneben arbeitete er ab Januar 1924 in der Moskauer Hochschule für Piloten der Roten Armee. Im Frühjahr 1925 erhielt er zwar das Mittelschulabschlusszeugnis, aber als Angehöriger einer asozialen Klasse konnte er nicht an einer staatlichen Hochschule studieren. So konnte er das Studium in Moskau nur an der einzigen privaten Hochschule für Elektromaschinenbau des Jakow Fabianowitsch Kagan-Schabschai beginnen, deren Abschlüsse anerkannt wurden. Jedoch musste er wegen unzureichender finanzieller Mittel der Familie trotz der Hilfe seines Vetters Wilhelm von Harff das Studium nach einigen Monaten abbrechen und arbeitete nun als Elektromonteur.
Mit Erreichen des Militärdienstalters wurde Körber 1929 zur Roten Armee eingezogen. Als Mittelschul-Absolvent wurde er in das einjährige Reserve-Jungkommandeur-Programm der Roten Armee aufgenommen. Nach dem erfolgreichen Abschluss im Oktober 1930 wurde er für den Rest seiner fünfjährigen Dienstzeit beurlaubt. Währenddessen befand sich Wiktor Körber mit vielen gefangenen Luftfahrtspezialisten im Zentralen Konstruktionsbüro ZKB-39 der OGPU in dem zum Gefängnis umgebauten Moskauer Menschinski-Flugzeugwerk Nr. 39, nachdem er im November 1928 verhaftet und nach dem Schachty-Prozess im September 1929 zu Lagerhaft verurteilt worden war. Nachdem dort erfolgreich das Jagdflugzeug Polikarpow I-5 gebaut und weitere Aufträge erteilt worden waren, reichte das Personal nicht mehr aus, so dass zusätzliche freie Mitarbeiter eingestellt wurden. Auf Vorschlag Wiktor Körbers wurde Anfang 1931 Boris Körber als freier Elektriker eingestellt.
Im August 1931 wurde von der OGPU das ZKB-39 an das Zentrale Aerohydrodynamische Institut (ZAGI) abgegeben, wo es nun als ZKB ZAGI von Sergei Wladimirowitsch Iljuschin geleitet wurde. Boris Körber kam dort in die von Amik Awetowitsch Jengibarjan geleitete Elektrotechnik-Abteilung. Die von Andrei Nikolajewitsch Tupolew beauftragte Planung der vollständigen elektrischen Ausrüstung des Bombers Tupolew TB-3 übertrug Jengibarjan seinem Mitarbeiter Boris Körber, obwohl er Zweifel an der Durchführbarkeit hatte. Innerhalb des vorgegebenen Zeitrahmens von 4 Monaten erstellte Körber mit einer kleinen Gruppe ein innovatives System für die stabile Stromversorgung des Bombers unabhängig von den Leistungen der Triebwerke. Tupolew bewertete das Ergebnis sehr positiv, so dass Körber sogleich in die Gruppe für die Projektierung der Tupolew ANT-20 übernommen wurde. Nach dem Baubeschluss 1932 erstellte die Brigade Körber die elektrischen Anlagen, wobei erstmals in der sowjetischen Luftfahrt Wechselstrom verwendet wurde.
1934 wurde Körber in das Experimental-Konstruktionsbüro (OKB) Tupolew versetzt, wo Wladimir Michailowitsch Petljakow die Ausrüstungsgruppe leitete. Im Mai 1935 wurden Körber und andere verdiente ZAGI-Mitarbeiter zu einem ANT-20-Demonstrationsflug als Passagiere eingeladen. Ein Kollege wollte seine Frau mitnehmen und bat Körber um seine Bordkarte, die er nur mit Zögern abgab. Der Flug endete mit einer Katastrophe ohne Überlebende. Im OKB Tupolew übernahm Körber die Ausrüstung der ANT-42. Mit seinem Bruder Leonid Körber veröffentlichte er 1936 ein Buch über Flugzeugfunkstationen und ihre Anwendungen. Während des Großen Terrors wurden Tupolew und Petljakow verhaftet. Als im Mai 1938 auch Wiktor Körber in die Lubjanka kam, versteckte Nikolai Nikolajewitsch Polikarpow, der nun Tupolew ersetzte, Boris Körber, indem er ihn nach Kasan schickte, wo er im Werk Nr. 124 die Serienproduktion der ANT-42 vorbereitete.
Ende 1938 wurde Körber nach Moskau zurückbefohlen, wo er am 8. Januar 1938 in der ZAGI-Personalabteilung seine Entlassung erhielt. Am nächsten Tag wurde er von Alexander Sergejewitsch Jakowlew zu sich eingeladen, der die Unterstützung Stalins genoss und es sich leisten konnte, wegen Unzuverlässigkeit entlassene Personen einzustellen. Bisher rüstete Jakowlew seine Flugzeuge zur Gewichtsersparnis so gering wie möglich aus, zumal er der Funktechnik skeptisch gegenüberstand. Wegen der Beschwerden der Abnehmer sollte Körber hier nun helfen. Die Jagdflugzeuge Jak-1 und Jak-7UTI wurden in Saratow und Chimki produziert. Als zu Beginn des Deutsch-Sowjetischen Kriegs viele Werke ausfielen, gab es eine große Zahl von Flugzeugen, die noch nicht ausgerüstet waren und an der Front dringend gebraucht wurden. Im Juli 1941 wurde Körber nach Saratow zur Aushilfe geschickt. Nach dem Ukas des Präsidiums des Obersten Sowjets der UdSSR vom 28. August 1941 zur Deportation der Wolgadeutschen riet die Werksleitung in Saratow dem deutschstämmigen Körber dringend, mit seiner Familie nach Moskau zurückzukehren.
Am Ende des Sommers 1941 wurde das OKB Jakowlew nach Nowosibirsk in das Tschkalow-Flugzeugwerk evakuiert, wo Körber die verschiedenen Modifikationen der Jak-1, Jak-7 und Jak-9 bearbeitete. In den Langstreckenjäger Jak-9D baute er erstmals die Funkstation SZS-234 und den Bendix-Radiokompass ein, was von den Frontpiloten sehr begrüßt wurde.
Sofort nach dem Krieg begann das OKB Jakowlew mit dem Bau des ersten sowjetischen Düsenjägers Jak-15. Körber leitete dafür die Entwicklung und die Installation der gesamten elektronischen Ausrüstung ebenso wie für die folgenden Modelle Jak-17, Jak-19, Jak-23, Jak-25, Jak-30 und Jak-50. Auf der Basis der Jak-25 entstand das leichte Aufklärungsflugzeug Jak-25R, für das Körber ein ferngesteuertes Luftaufnahmesystem entwickelte. 1955 wurde im OKB Jakowlew die Stelle eines Vizegeneralkonstrukteurs für Ausrüstung eingerichtet, die mit Körber besetzt wurde. Wegen der andauernden Geringschätzung Jakowlews der elektronischen Ausrüstung und Eingriffen in Körbers Systeme kam es vermehrt zu Konflikten, so dass Körber schließlich während der Arbeit an der Jak-27 Ende 1958 das OKB Jakowlew verließ.
1959 wurde Körber im OKB Mikojan Vizegeneralkonstrukteur für Ausrüstung unter Artjom Mikojan. Körber wurde sofort in die Arbeit an der MiG-21 eingebunden. Unter Körbers Leitung wurde ein völlig neues Navigations- und Landesystem mit hoher Genauigkeit für Langstreckenflüge entwickelt sowie ein automatisches Landeanflugsystem und eine Radarwarnanlage. Ebenso wurde ein neues Flugzeugradarsystem für die bessere Erkennung und Verfolgung von Luftzielen entwickelt. Bei der MiG-25 wurde erstmals im Cockpit ein Kühlsystem eingebaut. Körbers Idee, die Flug- und Navigationsdaten auf die Windschutzscheibe zu projizieren, konnte noch nicht realisiert werden. Während der Arbeit an der MiG-31 starb Körber nach schwerer Krankheit.
Körber war verheiratet mit Antonina Petrowna geborene Alexejewa (1908–1992). Ihre Kinder Olga (* 1937) und Alexei (* 1941) wurden Mitarbeiter des Ingenieurszentrums des OKB Mikojan.

## Ehrungen, Preise
- Orden des Roten Sterns (1942)
- Orden des Vaterländischen Krieges I. Klasse (1944)
- Leninorden
- Stalinpreis III. Klasse (1951)
- Medaille „Sieg über Deutschland“